# 1902 Shaposhnikov
1902 Shaposhnikov eller 1972 HU är en asteroid i huvudbältet som upptäcktes den 18 april 1972 av den ryska astronomen Tamara Smirnova vid Krims astrofysiska observatorium på Krim. Den har fått sitt namn efter Vladimir Shaposhnikov.
Asteroiden har en diameter på ungefär 83 kilometer och den tillhör asteroidgruppen Hilda.